# 北園丈琉
北園 丈琉（きたぞの たける、2002年10月21日 - ）は、日本の体操競技選手である。大阪府出身。A型。

## 経歴・人物
大阪府出身。3歳のころから体操を始め、地元の喜連北小学校に通いながら自宅近くのトミオカ体操スクールに通う。清風中学校・高等学校卒業。2018年のブエノスアイレスユースオリンピックでは個人総合、床運動、つり輪、平行棒、鉄棒の5冠を達成した。
高校卒業後は実業団の徳洲会体操クラブに所属し、大学は通信制の星槎大学共生科学部に通っている。
2021年の開催となった2020年東京オリンピックでは、体操男子団体で銀メダルを獲得した。体操男子個人総合では5位だった。また種目別鉄棒決勝では12.333点で6位だった。
中国杭州市で開催された2022年アジア競技大会で、団体総合、個人総合、種目別平行棒で銀メダルを獲得した。
座右の銘は「核心に触れるまで努力する」、尊敬する人物に競泳選手の池江璃花子を挙げている。